# Fittja landskommun
Fittja landskommun var en tidigare kommun i Uppsala län.

## Administrativ historik
Kommunen inrättades i Fittja socken i Lagunda härad i Uppland när 1862 års kommunalförordningar trädde i kraft 1863. 
Vid kommunreformen 1952 gick den upp i Lagunda landskommun, som 1971 uppgick i Enköpings kommun. 